# Argenta
För andra betydelser, se Argenta (olika betydelser).
Argenta är en ort och kommun i Ferraraprovinsen i regionen Emilia-Romagna i Italien. Kommunen hade 21 429 invånare (2018) och  gränsar till kommunerna Alfonsine, Baricella, Comacchio, Conselice, Ferrara, Imola, Medicina, Molinella, Portomaggiore, Ravenna och Voghiera.